# Kuhle Wampe oder: Wem gehört die Welt?
Kuhle Wampe oder: Wem gehört die Welt? ist ein Filmwerk aus der Zeit der Weimarer Republik, das zum Genre des Proletarischen Films zählt. Es ist eine Mischung aus Spiel-, Dokumentar- und Propagandafilm, angereichert mit Elementen eines Musikfilms. An seiner Erstellung wirkte unter anderem Bertolt Brecht als Drehbuchautor mit. Regisseur war der Bulgare Slatan Dudow, der kurz zuvor eine Art Dokumentarfilm über die Wohnverhältnisse der Arbeiter in Berlin gedreht hatte. Der Film ist unter massivem Zeitdruck und politischer Repression entstanden.

## Handlung

### Von der Zensur freigegebene Fassung
„Kuhle Wampe“ spielt im Berlin der frühen 1930er-Jahre. Zu Beginn des Films stürzt sich ein arbeitsloser junger Mann (Annis Bruder) aus Verzweiflung aus dem Fenster, nachdem er den Tag wieder vergeblich damit verbracht hat, nach Arbeit zu suchen. Seiner Familie wird kurz darauf die Wohnung gekündigt. Sie zieht auf einen Campingplatz mit dem Namen „Kuhle Wampe“.
Anni, die Tochter der Familie und das einzige Familienmitglied, das noch Arbeit hat, wird schwanger und verlobt sich mit ihrem Freund Fritz, der schon am selben Abend erklärt, dass ihm die Verlobung aufgrund von Annis Schwangerschaft aufgezwungen wurde. Anni verlässt ihn nach dieser Erklärung und zieht zu ihrer Freundin Gerda. Sie nimmt später an einem Arbeitersportfest teil, wo sie wieder auf Fritz trifft, der zuvor seine Arbeit verloren hat. Sie finden daraufhin wieder zueinander.
Höhepunkt des Filmes bildet die Heimfahrt mit der S-Bahn (diese Szene wurde von Bertolt Brecht geschrieben). In dieser streiten sich Anni, Fritz sowie einige Arbeiter mit bürgerlichen und wohlhabenden Männern und Frauen über die Situation der Weltwirtschaftskrise. Einer der Arbeiter bemerkt, dass die Wohlhabenden die Welt sowieso nicht verändern werden, worauf einer der Wohlhabenden fragend erwidert, wer denn stattdessen die Welt verändern könne. Gerda antwortet: „Die, denen sie nicht gefällt.“
Der Film endet mit dem Singen des Solidaritätsliedes.

### Ursprüngliche Fassung des Films
Aus der Schlussfassung des freigegebenen Films wird nicht deutlich, dass Anni ihre Schwangerschaft nicht austragen will, aber die 90 Mark nicht aufbringen kann, welche für die illegale Abtreibung verlangt werden. Infolgedessen zeigen sich die Arbeitersportler ihr gegenüber solidarisch und sammeln den nötigen Betrag, so dass Anni einen Schwangerschaftsabbruch vornehmen lassen kann.
Ebenso legten die Zensoren Wert darauf, dass eine Szene gestrichen wird, in der dazu aufgefordert wird, Wohnungsräumungen durch kollektiven Widerstand der Arbeiter zu verhindern.

## Der Einfluss des „Stückeschreibers“ Brecht
Auf dem Cover des Sammelbandes von 1969 (siehe unter „Literatur“) wird nur Bertolt Brecht als Autor namentlich erwähnt. Überwiegend von Brecht wurde der letzte Akt des Drehbuchs zum Film Kuhle Wampe geschrieben, an den übrigen Akten sind auch seine Ko-Autoren maßgeblich beteiligt gewesen.
Trotzdem ist dem Film deutlich anzumerken, dass an ihm ein Theaterautor mitgewirkt hat, der in Deutschland die Idee des epischen Theaters propagiert hat. So unterbricht und ergänzt Brecht die Handlung in seinen Theaterstücken durch kommentierende Songs (im Film geschieht dies durch den Song „Das Spiel der Geschlechter erneuert sich“ und den „Solidaritäts-Song“). Die gelegentlichen Einblendungen der Akt-Titel sind zwar ein anachronistisches Relikt aus der Stummfilm-Epoche, andererseits aber auch eine Demonstrations-Technik, die Brecht in seinen Stücken verwendet.
Von zentraler Bedeutung für den Film ist die Verwendung von V-Effekten: So findet z. B. am Beginn des vierten Aktes kein echtes Gespräch statt: Die Mutter schweigt die ganze Sequenz über; ihrem Beispiel folgt nach einem kurzen Gruß nach deren Eintreffen auch Anni. Zu hören ist, wie der Vater einen schlüpfrigen Zeitungstext vorliest, der einen starken Kontrast zu seiner Lage wie auch zu der Situation der beiden Frauen darstellt, da der Text vom Oberschicht-Milieu handelt. Direkt mit seiner Frau und seiner Tochter spricht auch der Vater nicht. In die Erzählung über Mata Hari und deren Luxusleben als Nobel-Prostituierte wird immer wieder das sorgenvolle Gesicht der Mutter eingeblendet, die ihr Haushaltsbuch führt; außerdem werden Standbilder von Lebensmitteln mit Preisschildern eingeblendet, die wie verfremdete Stillleben wirken. Die kontrastiven Bild-Ton-Montagen in der Tradition Sergej Eisensteins sollen den Zuschauer schockieren und verwirren und ihn dadurch zum Nachdenken bringen. Damit folgt Brecht auch in Kuhle Wampe seinem Aristoteles-kritischen Programm, eben nicht durch Zeigen von Mitleid und Furcht erregenden Vorgängen eine Katharsis herbeizuführen, sondern den Zuschauer durch Ungereimtheiten zum Nachdenken zu bringen.
Bereits 1931, während des Dreigroschenprozesses, hatte Brecht erkannt, dass „weniger denn je eine einfache ‚Wiedergabe der Realität‘ etwas über die Realität aussagt“, dass es also falsch sei, in filmischen Darstellungen des Elends zu schwelgen, weil dadurch der Prozess der Verallgemeinerung, des politischen Lernens behindert werde.

## Hintergrund und Ort

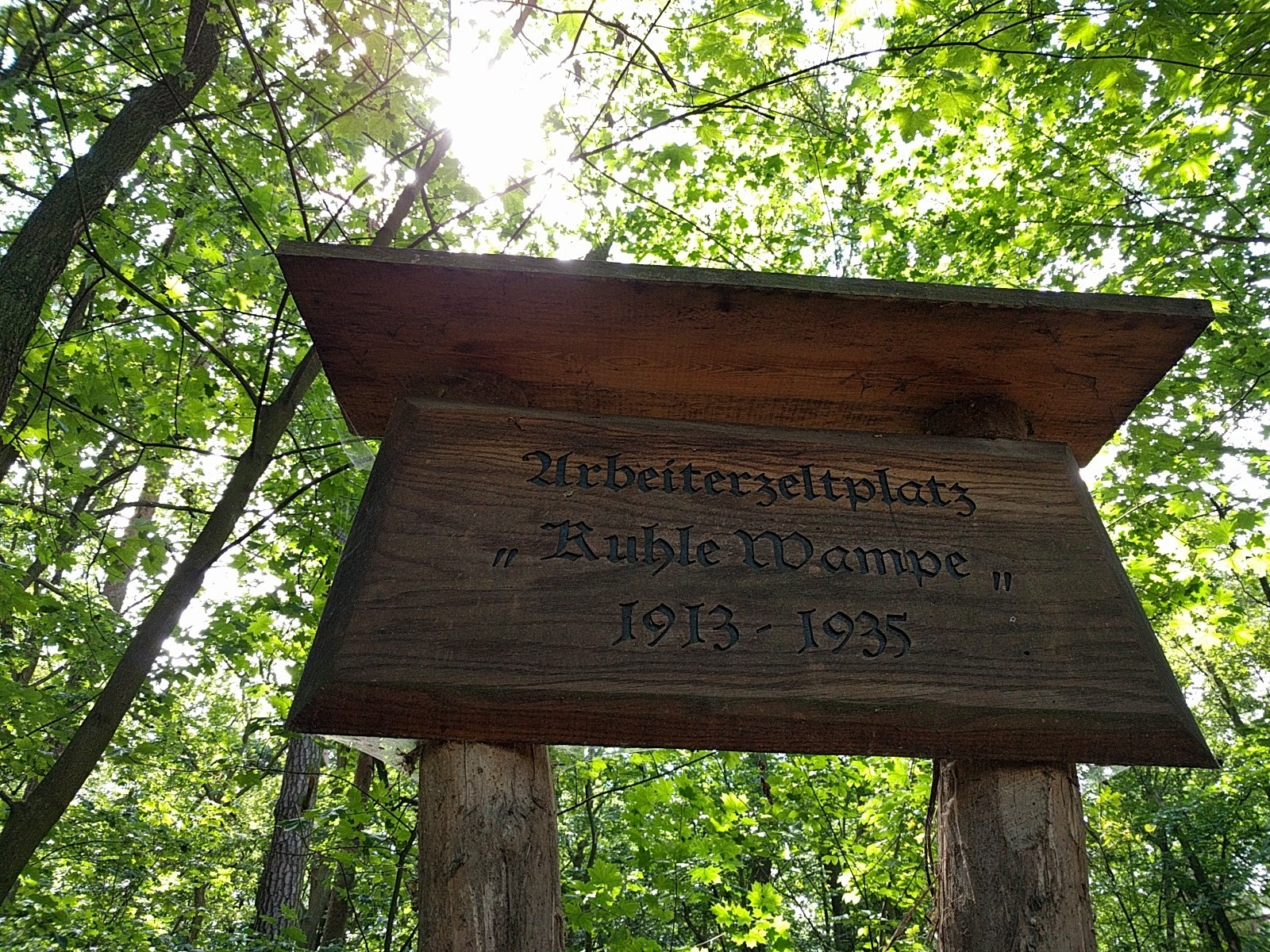
Schild 'Kuhle Wampe'

„Kuhle Wampe“ war der Name eines Zeltplatzes südöstlich der Thyrn am Großen Müggelsee (siehe Bild mit Ortsangabe) in Berlin, auf dem Teile des Filmes spielen. Kuhl (kühl) bezeichnet die Wassertemperatur der dortigen bauchartigen Bucht. Wampe steht im Berlinischen für Bauch. Kuhle Wampe kann auch „leerer Bauch“ bedeuten. Der gleichnamige heutige Zeltplatz an der Großen Krampe wurde danach benannt. Auch der politisch linksgerichtete Motorradclub Kuhle Wampe benannte sich nach dem Film.

## Drehbedingungen
Während der Dreharbeiten fehlte es an Geld. Die Produktionsgesellschaft Prometheus Film ging kurz vor Beendigung der Dreharbeiten in den Konkurs. Ersatz fand man in der Zürcher Gesellschaft Praesens-Film unter dem Produzenten Lazar Wechsler. Bei den Filmaufnahmen beschützten Mitglieder der KPD die Beteiligten vor Störungen der Dreharbeiten durch die nationalsozialistische SA.

## Aufführungen
Die Uraufführung fand am 14. Mai 1932 in Moskau vor einem ausgewählten Publikum statt. Die deutsche Erstaufführung war am 30. Mai 1932 im Berliner Filmtheater Atrium. Der Erfolg führte zur Übernahme des Films in 13 weiteren Berliner Kinos. Ende 1932 kam der Film auch in anderen europäischen Großstädten zur Aufführung. 1934 wurde er in New York unter dem Titel Whither Germany? gezeigt. Nach dem Zweiten Weltkrieg galt der Film bis 1958 als verschollen, danach war er in der DDR wieder zu sehen. In der Bundesrepublik wurde er 1968 vor dem Hintergrund der Studentenbewegung wieder gezeigt. Gelegentlich ist er im öffentlich-rechtlichen deutschsprachigen Fernsehen zu sehen.

## Rezeption

### Deutschland: Endphase der Weimarer Republik

#### Verhalten der Zensur
Bereits kurz nach seinem Erscheinen 1932 wurde die Aufführung des Films sowohl von der Berliner Filmprüfstelle als auch von der Film-Oberprüfstelle verboten, weil „der Bildstreifen nach seinem Gesamteindruck und seiner Gesamtwirkung bei der notwendigen besonderen Berücksichtigung der gegenwärtigen Zeitumstände geeignet ist, die öffentliche Sicherheit und Ordnung und lebenswichtige Interessen des Staates zu gefährden“. Ausschlaggebend für das Verbot sei es, dass „die in dem ersten Teil des Films geschilderten Schicksale der Familie Böhnicke“ nicht als „künstlerische Gestaltung eines Einzelschicksals aufzufassen“ seien, sondern als „typisch für die gesamte gegenwärtige Lage wirken sollen“. Der Suizid des jungen Bönike werde mithin vom Zuschauer auf „die mangelnde Fürsorge des Staates“ zurückgeführt, und eine derartige Schuldzuweisung sei unzulässig. Der Film fordere ferner dazu auf, Amtshandlungen von Polizei und Gerichtsvollziehern zu verhindern, und nehme das geltende gesetzliche Abtreibungsverbot nicht ernst. Schließlich werde im Schlussakt behauptet, dass „von dem gegenwärtigen Staat und seinen Vertretern keine wirkungsvolle Hilfe gegen Not und Elend zu erwarten sei“, was nach Meinung der Filmemacher eine Beseitigung der demokratischen Staatsordnung „im Sinne einer kommunistischen Weltrevolution“ erforderlich mache.
Brecht kam nicht umhin, den Regierungsrat Dillinger als Vorsitzenden der Berliner Filmprüfstelle dafür zu loben, dass dieser besser als viele wohlwollende Kritiker erkannt habe, worauf es ihm ankomme, insbesondere warum im Film darauf verzichtet wurde, aus dem Suizid des jungen Arbeitslosen ein Melodram zu machen. Die Bewertung, die er für die erste Moskauer Aufführung verfasste: „Der Inhalt und die Absicht des Films geht am besten aus der Aufführung der Gründe hervor, aus denen die Zensur ihn verboten hat.“, ist also durchaus ernst gemeint.
Ironie kommt in Brechts Äußerung insofern ins Spiel, als der Oberregierungsrat Erbe während des Verfahrens der Filmprüfstelle behauptet hatte, es gehe in dem Film darum, die ältere sozialdemokratische Arbeitergeneration und „die christliche Kultur, auf der das deutsche Staatswesen beruht“, durch das Zeigen eines Kirchturms und das Läuten von Glocken während des Zeigens der „kommunistischen Nacktbadekultur“ zu verhöhnen. Tatsächlich gibt es keinen Beleg dafür, dass Vater Bönike Sozialdemokrat ist und dass die Filmautoren den Film in kirchenkritischer Absicht verfasst haben.

#### Widerstand gegen die Einschränkung der Kunstfreiheit
Der bekannte Kritiker Herbert Ihering warnte: „Der deutsche Film – eingeengt durch die Krise, eingeengt durch das mißgeleitete Publikum, eingeengt durch die Zensur – verliert seine Weltgeltung“, „wenn der Wille zur Wahrhaftigkeit nicht nur mit dem Risiko des Durchfalls, sondern auch noch mit dem Risiko des Verbots belastet wird.“ Kaum jemand werde unter diesen Umständen noch Geld in einen anspruchsvollen Film investieren.
So wurde ein letzter gemeinsamer Versuch unternommen, die Freiheit der Meinungsäußerung in einer ihrem Ende zustrebenden Demokratie zu retten. Das Aufführungsverbot wurde nach öffentlichen Protesten, so veranstaltete z. B. die Deutsche Liga für Menschenrechte eine Kundgebung, in einer dritten Zensurverhandlung unter Schnittauflagen wieder aufgehoben. Jegliche Anspielungen auf Annis geplante Abtreibung sowie unter anderem eine Nacktbadeszene, bei der vom Seeufer her eine Kirchenglocke zu hören ist, mussten getilgt werden.

#### Filmkritiken
Rudolf Olden lobte die Entwicklung des Films, die „[r]eine Linie von unten nach oben, aus der Tiefe in die Höhe“, „[a]us dem Elend der Arbeitslosigkeit zur Freude proletarischen Sporttreibens, aus der Enge der Hinterhauswohnung zum Genuß der Natur, aus der Verbissenheit stickigen Familiengezänks zu kameradschaftlicher Solidarität der Jugend, aus dem Druck kleinbürgerlicher Verzweiflung zu idealistischen Zukunftshoffnungen.“ Olden kritisiert allerdings auch, dass der Film nicht das ganze Ausmaß des Elends der Depressionszeit zeige, dass er also schönfärbe.

### Ära des Nationalsozialismus
Am 26. März 1933 wurde der Film unter Bezugnahme auf die Notverordnung zum Schutz von Volk und Staat erneut verboten, diesmal waren Rechtsmittel ausgeschlossen.

### Nachkriegszeit
Die Schnittszenen blieben verschollen, sie wurden 1973 in der DDR-Fernsehproduktion Ein Feigenblatt für Kuhle Wampe nachgestellt.

#### Filmkritiken
- Dieter Krusche schrieb in Reclams Filmführer, der Film sei am besten dort, wo er der dokumentarischen Chronik am nächsten sei, etwa in der Einleitungsmontage mit ihren Arbeitslosen. Später trübe Parteilichkeit im Sinne der damaligen KPD-Taktik die Sicht, insbesondere gegenüber älteren Arbeitern, die sich der Sympathie mit der SPD verdächtig machten und sich etwa auf der Verlobungsfeier durch Bier und gutes Essen von den eigentlichen Problemen ablenken ließen. Dennoch sei Kuhle Wampe ein ungewöhnliches Filmdokument aus jener Zeit, in dem in vielen Sequenzen eine Realität deutlich werde, die damals aus den meisten Filmen vertrieben gewesen sei.[10]
- Thomas Kramer bezeichnete in Reclams Lexikon des deutschen Films als die intensivsten Momente des Films Hertha Thieles unsentimentale Verkörperung der Anni, die nüchterne Milieubeschreibung und die Verbindung von Hanns Eislers Musik mit der an sowjetischen Vorbildern geschulten Montage.[11]

### Ausland
Die Reaktion der Zuschauer der Moskauer Uraufführung bezeichnete der anwesende Bernhard Reich als „befremdet“. Danach wurde der Film auch in Moskau nicht mehr gezeigt – gemessen an sowjetischen Verhältnissen ging es den Arbeitern im Kapitalismus, die im Film z. B. Motorräder hatten, „zu gut“.
Der Film wurde in einer Neuauflage mit englischen Untertiteln 1999 in Großbritannien von Black & White als VHS wieder herausgegeben. Im Dezember 2008 erschien der Film als DVD mit einem Essay von Heinrich Geiselberger.